# Russell F. Weigley
Russell Frank Weigley (* 2. Juni 1930 in Reading, Pennsylvania; † 3. März 2004 in Philadelphia, Pennsylvania) war ein US-amerikanischer Militärhistoriker. Er war Professor für Geschichte an der Temple University in Philadelphia.

## Leben
Weigley studierte am Albright College mit dem Bachelor-Abschluss 1952 und wurde an der University of Pennsylvania bei Roy F. Nichols promoviert. Seine Dissertation war über den Quartiermeister der US Army, M. C. Meigs. Danach lehrte er an der University of Pennsylvania und von 1958 bis 1962 an der Drexel University, bevor er Associate Professor und später Professor an der Temple University wurde. 1985 wurde er dort Distinguished University Professor und 1998 wurde er emeritiert. Er war auch Gastprofessor am Dartmouth College und am Army War College (Harold Keith Johnson Chair of Military History) in Carlise, lehrte am Marine Corps Command and Staff College, dem National War College und der United States Military Academy in West Point. 1972 hielt er die Harmon Memorial Lecture in Military History an der United States Air Force Academy in Colorado Springs.
Weigley ist bekannt für seine Hypothese einer spezifisch US-amerikanischen Art, Krieg zu führen. Die typische amerikanische Art Krieg zu führen wandelte sich nach Weigley von einer Strategie der Zermürbung (Attrition) im Unabhängigkeitskrieg gegen die militärisch überlegenen Briten bis zu einer Strategie der möglichst vollständigen Vernichtung (Annihilation) des Gegners durch Bereitstellung und Konzentration einer überlegenen Anzahl von Truppen und Feuerkraft, die ab dem Bürgerkrieg zum Zug kam als Ausdruck der zunehmenden imperialen Macht der USA.
Er bemühte sich um ein breites Verständnis der Militärgeschichte und deren Einbindung in politische Geschichte und Ideengeschichte. Die Niederlage der Konföderierten im Bürgerkrieg führte er in seinem Buch auf innere Zerrissenheit ihrer Identitätsfindung als Nation zurück. Er schrieb eine Geschichte der US Army und über die Strategie von Dwight D. Eisenhower im Zweiten Weltkrieg in Europa. Sein Buch The age of battles über europäische Kriege der frühen Neuzeit gewann 1992 den Distinguished Book Award der Society for Military History. Darin untersucht er militärisches Denken und Organisation anhand von Schlachten von Gustav Adolf, Ludwig XIV., Marlborough, Nelson, Napoleon Bonaparte und Wellington und kommt zu dem Schluss, dass sie gemeinsamer Ausdruck eines zeitlich sich hinauszögernden unentschiedenen Ringens aufgrund vorherigen politischen Scheiterns waren.
Sein Buch über den US-Bürgerkrieg gewann den Lincoln-Preis. 1989 erhielt er den Samuel Eliot Morison Prize für sein Lebenswerk. 1969/70 war er Guggenheim Fellow. 1992 gewann er den Outstanding Book Award der Society for Military History. Er war Präsident des American Military Institute und der Historical Society of Pennsylvania. Seit 1993 war er Mitglied der American Philosophical Society.
Er war verheiratet und Vater von zwei Kindern.

## Schriften (Auswahl)
- Quartermaster General of the Union Army: A Biography of M.C. Meigs, Columbia University Press, 1959
- Towards an American Army: Military Thought from Washington to Marshall, Columbia University Press 1962
- History of the United States Army, Macmillan 1967
- The American Way of War: A History of United States Military Strategy and Policy, Macmillan Publishing, New York 1973
- Herausgeber: New Dimensions in Military History - an anthology, San Rafael, Presidio Press 1975
- Eisenhower’s Lieutenants: The Campaign of France and Germany, 1944–1945, Indiana University Press 1981
- The Age of Battles: The Quest for Decisive Warfare from Breitenfeld to Waterloo, Indiana University Press 1991
- A Great Civil War: A Military and Political History, 1861–1865, Indiana University Press 2000
- American military strategy from its beginnings through the first world war, in Peter Paret (Hrsg.), Makers of Modern Strategy: From Machiavelli to the Nuclear Age, Princeton: Princeton University Press, 1986, 408–443